# Berango
Berango es una anteiglesia y municipio de la provincia de Vizcaya, País Vasco (España), situado en la comarca del Gran Bilbao.

## Geografía
Berango limita con Sopelana por el norte, con Urdúliz por el noreste, con Erandio por el sureste y con Guecho por el oeste. En esta zona de materiales eocénicos sobre los que la erosión ha labrado un paisaje abierto, sólo destacan algunas colinas como los montes Munarrikolanda (256 m s. n. m.), Saiherri (197 m s. n. m.) y Agirremendi (154 m s. n. m.). El río Gobela recorre parte del municipio y va a desembocar a la bahía de El Abra. Recibe los arroyos Larrañazubi y numerosas fuentes naturales.

## Historia
Los hallazgos arqueológicos realizados en el término municipal de Berango atestiguan la ocupación humana al menos desde hace unos 40 000 años. Se han hallado útiles de pedernal y túmulos funerarios en Munarrikolanda datados hace ahora unos 3000 o 4000 años. Los caristios, según señala Estrabón serían la tribu que habitaba el lugar antes de la entrada de los romanos.
Las casas torres medievales que se conservan en el municipio dan fe de la su existencia medieval, la más destacada es la de Ochandategui, que data de la primera mitad del siglo XIII, en cuyo escudo de armas se expresa el enlace de una heredera de este solar con el V Señor de Butrón, celebrado hacia el año 1370 y que hace una década fue adoptado por el pueblo como su blasón distintivo.
La primera referencia documental sobre la iglesia parroquial data de 1416, aunque Iturriza apunta que su construcción debió darse en el siglo XII. La ermita de Santa Ana fue construida, según prueba documental, en 1627.
La actividad agraria centrada en el caserío se puede seguir hasta mediados del siglo XV. Fruto de esa actividad surgen los molinos harineros de los que llegó a haber ocho siendo el más antiguo el llamado «el de Poza», que fue conocido como «las aseñas de Poza de Merana», documentado ya en la primera mitad del sigo XIV y relacionado con Iñigo Ortiz de Ibargoen, que murió en la pelea de Altamira de 1275.
Las tierras de Berango fueron campo de batalla en las guerras de bandos donde se enfrentaron las familias de los Ibargoen y los Butrón durante los siglos XIII, XIV y XV.
Hay censos poblacionales fiables a partir del año 1515. El crecimiento poblacional fue lento y tarado por la emigración. Con el desarrollo industrial de los años 60 y 70 del siglo XX se produce un aumento del censo debido a llegada de trabajadores de otros lugares, que hace que a principios del siglo XXI la población llegara a los 7000 habitantes.

## Demografía
Berango cuenta con una población de 7647 habitantes (INE 2024).
| Gráfica de evolución demográfica de Berango entre 1842 y 2021                                                       |
| |
| Población de derecho según los censos de población del INE Población de hecho según los censos de población del INE |

### Transporte y cmunicaciones
Berango se encuentra en la carretera nacional que va de Bilbao a Barrika-Plentzia. EuskoTren tiene servicios de autobús que unen el municipio con Las Arenas, Arminza, Bilbao, Munguía y Campus de Leioa de la Universidad del País Vasco, aunque el medio de transporte más frecuente y más usado es el Metro Bilbao, Línea 1, Etxebarri-Plentzia.

### Economía
- Sector primario: Era el medio de vida tradicional, hoy prácticamente desaparecido. Muchos hombres se empleaban como marinos en los puertos cercanos, y en los caseríos se cosechaba trigo, maíz, alubias y vides para chacolí.
- Sector secundario: Antiguamente se hacía carbón vegetal para las ferrerías cercanas, y eran comunes las canteras de piedra arenisca. A principios del siglo XX se intentó explotar minas de hierro y estaño, pero tuvieron que cerrar. Actualmente la Industria tiene un peso importante, siendo la metalúrgica y la mecánica de precisión las predominantes.
- Sector terciario: Hoy día es el que domina (54 % de la población ocupada).

## Patrimonio

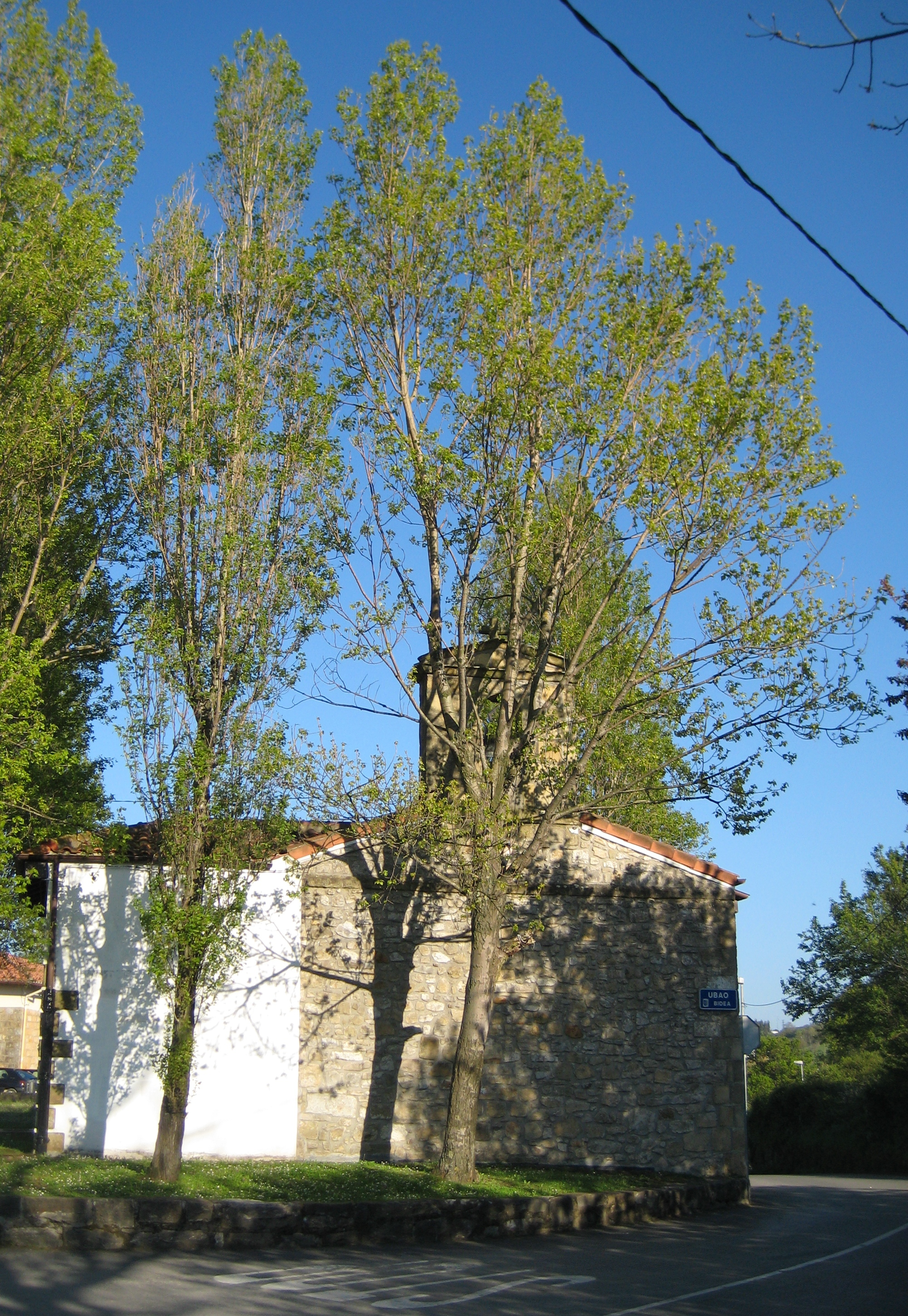
Ermita de Santa Ana

- Conjunto Megalítico de Munarrikolanda. Situado en los límites entre Berango y Sopelana, engloba 5 túmulos circulares de piedra arenisca y tierra, y un dolmen del que se conservan tres losas clavadas en ángulo. Estos monumentos funerarios se remontan al Eneolítico.[5]
- Iglesia de Santo Domingo de Guzmán (siglo XVIII). Esta obra de Fray Marcos de Santa Teresa se alza sobre la que fue parroquia de San Lorenzo (siglo XII), de la que conservó las sepulturas. A finales del siglo XIX se reconstruyó bajo las órdenes de José María de Basterra. Éste dejó los muros perimetrales originales, los cuatro tramos, la cabecera recta y el cuerpo bajo de la torre. Dotó al edificio de un aire neomedieval, aunque también neorrenacentista donde se abre el pórtico a la plaza. En el interior es destacable el mausoleo de mármol, obra de Mentxaka en honor a los hermanos Otxandategi. Pero la seña de identidad del municipio es la torre, con la tensión vertical del mástil y la aguda linterna para sostener la cruz.
- Ermita de Santa Ana (siglo XVIII). Edificio barroco con fachada abierta y cobijada por pórtico. La construyeron los hermanos Landazábal y Andrés Alzaga sobre un templo del siglo XVII. Inmatriculada por el Obispado de Bilbao el 9 de febrero de 1988.
- Cementerio (1949). Su portada tetrástila dórica tiene una pantalla apaisada cubierta con frontón triangular muy caído. Constituye un conjunto espectacular que recurre al antiguo estilo grecolatino, típico de bastantes construcciones de la zona.
- Torre Ochandategui (siglo XIII). Hoy aparece embutida entre construcciones posteriores como una casa-palacio o un caserío.
- Torre de Basagoiti (siglo XV). Edificio residencial con mampostería en su parte baja y sillería en la alta.
- Torre de Berango-Uriarte y palacio de Aguirre. En 1921 el arquitecto Manuel Smith comenzó la construcción, en estilo neovasco, del que hoy conocemos como Palacio Aguirre sobre la antigua torre románica de los señores de Berango.
- Palacio de Icaza. Edificio discreto y compacto, con soportal en la planta baja.
- Casa consistorial y Escuelas (1886). Constituyen dos enlazados de estirpe post-neoclásica, obras de Menchaca.
- Monumento de Ochandategui (1911). Basterra hizo este templente ecléctico que recoge el busto de bronce del titular sobre una fuente con bancos.
- Caseríos. El modelo tradicional vizcaíno, con tejado a doble vertiente, volumen compacto y fachada con soportal central se repite aquí con la única variación de los espolones o paravientos que enmarcan el frontis.
- Molinos. El trigo y el maíz se transformaban en harina en los molinos hidráulicos del Gobela.
- Búnker de Areneburu. Berango conserva vestigios de la Guerra Civil que pueden considerarse de primer orden, como es el caso de este nido de ametralladora, conocido popularmente como 'búnker', situado en Areneburu, muy cerca del núcleo urbano del municipio.

## Administración y política
| Partido político                                              | 2023  | 2023  | 2023       | 2019  | 2019  | 2019       | 2015  | 2015  | 2015       | 2011  | 2011  | 2011       | 2007  | 2007  | 2007       |
| Partido político                                              | Votos | %     | Concejales | Votos | %     | Concejales | Votos | %     | Concejales | Votos | %     | Concejales | Votos | %     | Concejales |
| Euzko Alderdi Jeltzalea-Partido Nacionalista Vasco (EAJ-PNV)  | 1481  | 42,93 | 6          | 1577  | 42,78 | 7          | 1229  | 37,19 | 5          | 1176  | 35,80 | 5          | 1241  | 47,57 | 7          |
| Euskal Herria Bildu (EH Bildu)-Bildu                          | 968   | 28,06 | 4          | 894   | 24,25 | 3          | 857   | 25,93 | 4          | 1005  | 30,59 | 4          | —     | —     | —          |
| Partido Socialista de Euskadi-Euskadiko Ezkerra (PSE-EE PSOE) | 345   | 10,00 | 1          | 418   | 11,34 | 1          | 268   | 8,11  | 1          | 355   | 10,81 | 1          | 459   | 17,59 | 2          |
| Partido Popular del País Vasco (PP)                           | 344   | 9,97  | 1          | 266   | 7,22  | 1          | 254   | 7,69  | 1          | 460   | 14,00 | 2          | 427   | 16,37 | 2          |
| Elkarrekin Podemos-Irabazi-Ezker Batua-Berdeak (EB-B)         | 244   | 7,07  | 1          | 430   | 11,67 | 1          | 179   | 5,42  | 0          | 209   | 6,36  | 1          | 308   | 11,81 | 1          |
| Vox                                                           | —     | —     | —          | 56    | 1,52  | 0          | —     | —     | —          | —     | —     | —          | —     | —     | —          |
| Danok Batera-Todos Unidos (DB-TU)                             | —     | —     | —          | —     | —     | —          | 453   | 13,71 | 2          | —     | —     | —          | —     | —     | —          |
| Eusko Alkartasuna (EA)                                        | —     | —     | —          | —     | —     | —          | —     | —     | —          | —     | —     | —          | 174   | 6,67  | 1          |

## Personas destacadas

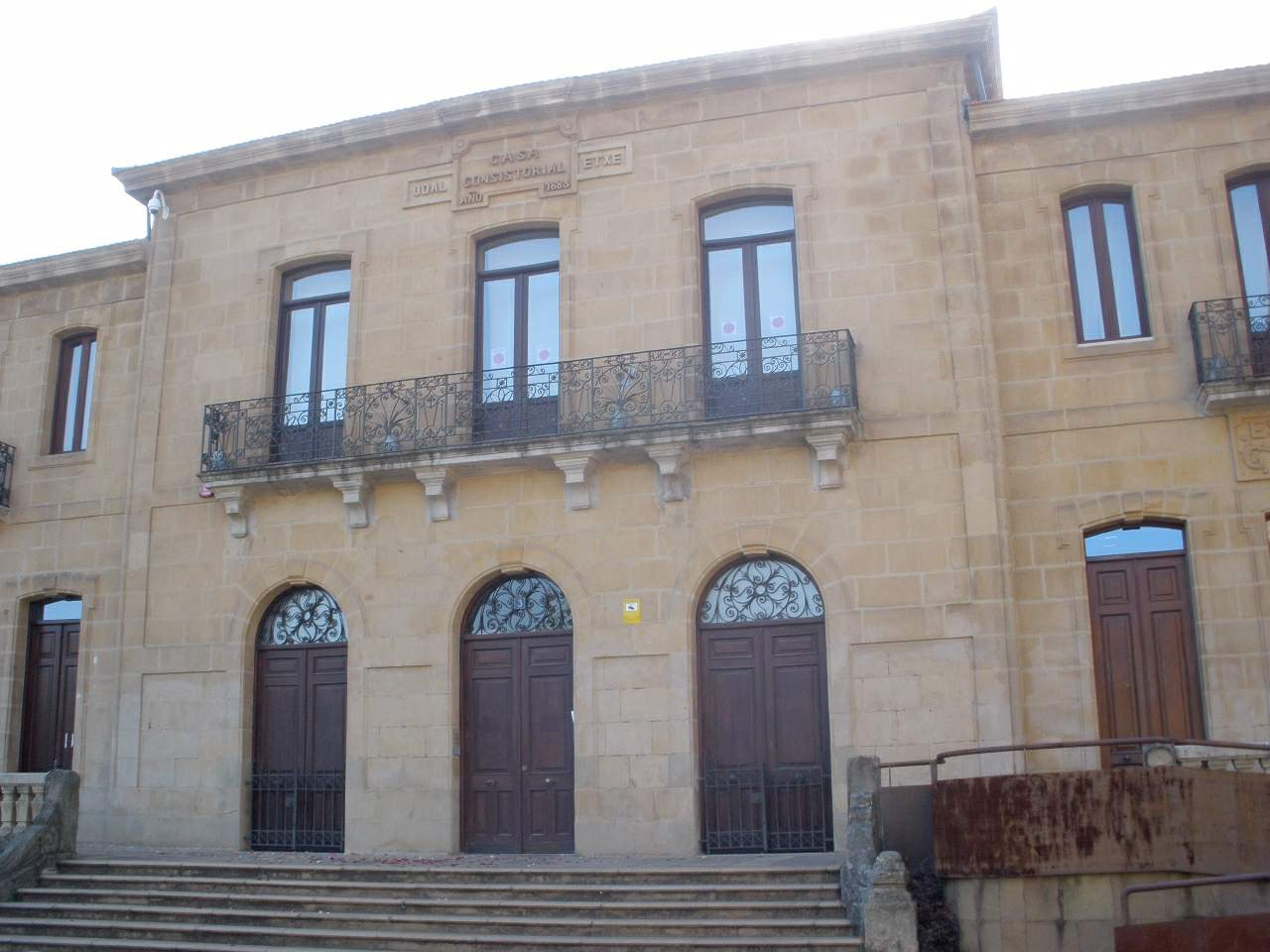
Ayuntamiento de Berango

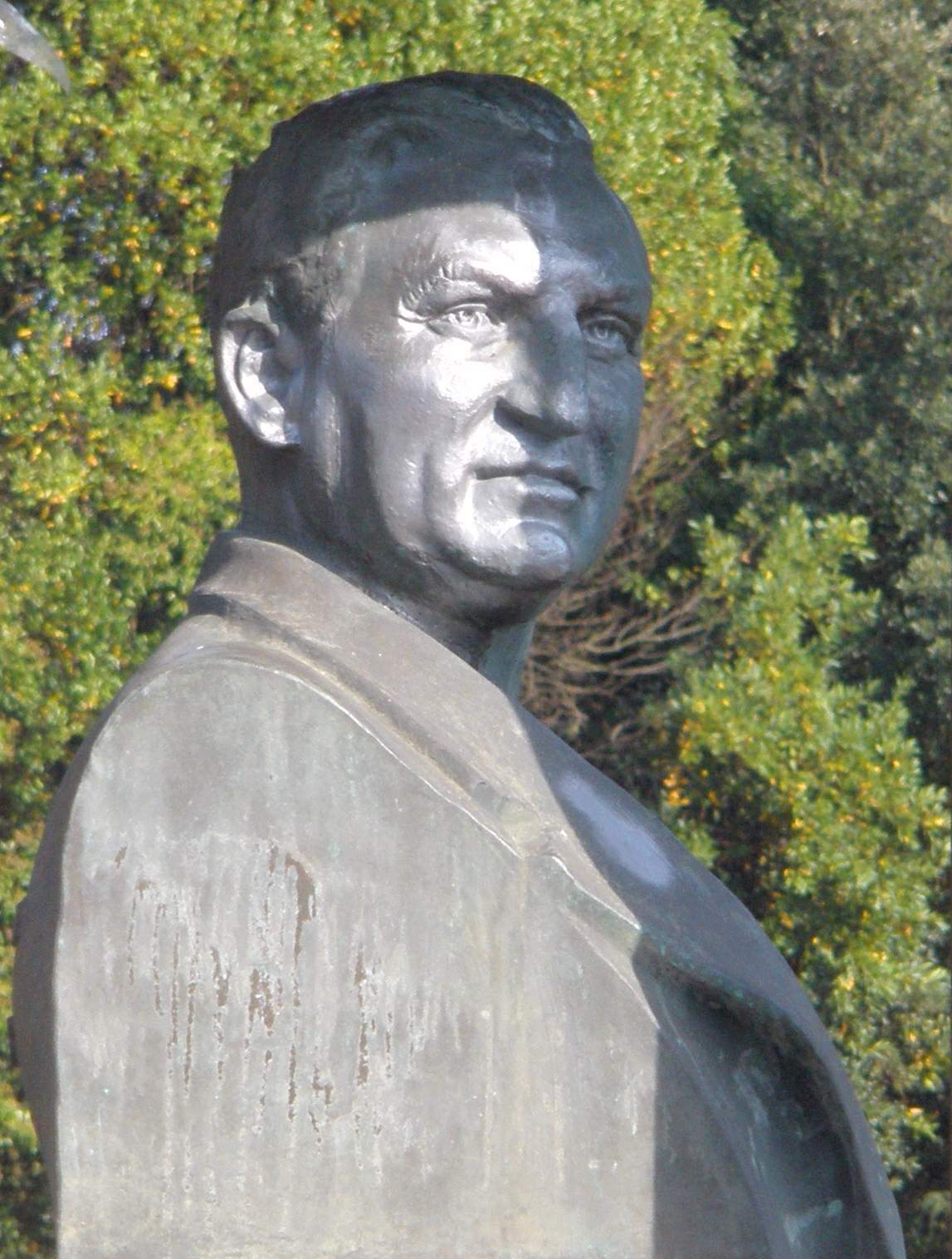
Busto de Simón de Ochandategui, en Berango

- Simón Pedro de Ochandategui Arechavaleta (1818-1880): arquitecto y benefactor de Berango. Tras su muerte, haciendo valer su testamento, se construyeron las escuelas de instrucción pública, actual edificio consistorial.
- Águeda de Ochandategui Arechavaleta: hermana del anterior, benefactora de Berango.
- Pedro Pascasio (1830-1907) y Domingo Gregorio Aguirre Basagoiti (1845-1907): hermanos, empresarios, indianos e impulsores de Deusto Business School.
- Pedro de Icaza y Aguirre (1867-1942): sobrino de los anteriores, fundador de Deusto Business School. A su vez fue el Primer Vizconde de Moreaga de Icaza (1926) y primer marqués pontificio de Casa Icaza (1927).
- Rocío Ybarra Solaun (1984): jugadora de hockey hierba, capitana de la selección española y tres veces olímpica.
- Lucía Ybarra Solaun (1984): gemela de la anterior, jugadora de Hockey Hierba.
- Ricardo Otxoa Palacios (1974-2001): ciclista profesional
- Javier Otxoa Palacios (1974-2018): ciclista profesional. Ganador de Etapa en el Tour de Francia 2000 y luego recalificado como ciclista adaptado.
- Gotzon Mantuliz Dudagoitia (1988): modelo, colaborador de televisión, diseñador y ganador del concurso El conquistador del fin del mundo
- Dolores Aguirre Ybarra (1935-2013): ganadera, fundadora de la ganadería de Dolores Aguirre.
- Ander Astralaga Aranguren (2004): guardameta formado en el Karabigane FT y Athletic Club. Pertenece al FC Barcelona.